# Islas Negritos
Islas Negritos är öar i Costa Rica.   De ligger i provinsen Puntarenas, i den västra delen av landet, 80 km väster om huvudstaden San José. Arean är 0,89 kvadratkilometer.
Terrängen på Islas Negritos är platt. Öns högsta punkt är 95 meter över havet. Den sträcker sig 1,0 kilometer i nord-sydlig riktning, och 1,9 kilometer i öst-västlig riktning.